# Vicente Cantatore
Pour les articles homonymes, voir Cantatore.
Vicente Cantatore Socci, né le 6 octobre 1935 à Rosario et mort le 15 janvier 2021 à Valladolid, est un footballeur et entraîneur argentino-chilien.

## Biographie
Vicente Cantatore joue pour le Talleres de Córdoba, Tigre, San Lorenzo, Rangers de Talca, Santiago Wanderers et Deportes Concepción.
Il entraîne Lota Schwager, le CD Cobreloa, le Chili, le Real Valladolid, le Séville FC, l'Universidad Católica, le Colo-Colo, le CD Tenerife, le Real Valladolid, le Sporting CP, le Betis Balompié et le Sporting de Gijón.
Vicente Cantatore meurt le 15 janvier 2021 à Valladolid de cause naturelle,.